# Kirk Beck (Cumbria)
Der Kirk Beck ist ein  Wasserlauf in Cumbria, England. Er entsteht südlich des White Preston. Er fließt zunächst in südlicher Richtung und später in westlicher Richtung südlich der Ruine der Festungsanlage Bewcastle bis zu seiner Mündung in den White Lyne.